# Rozet (patroon)

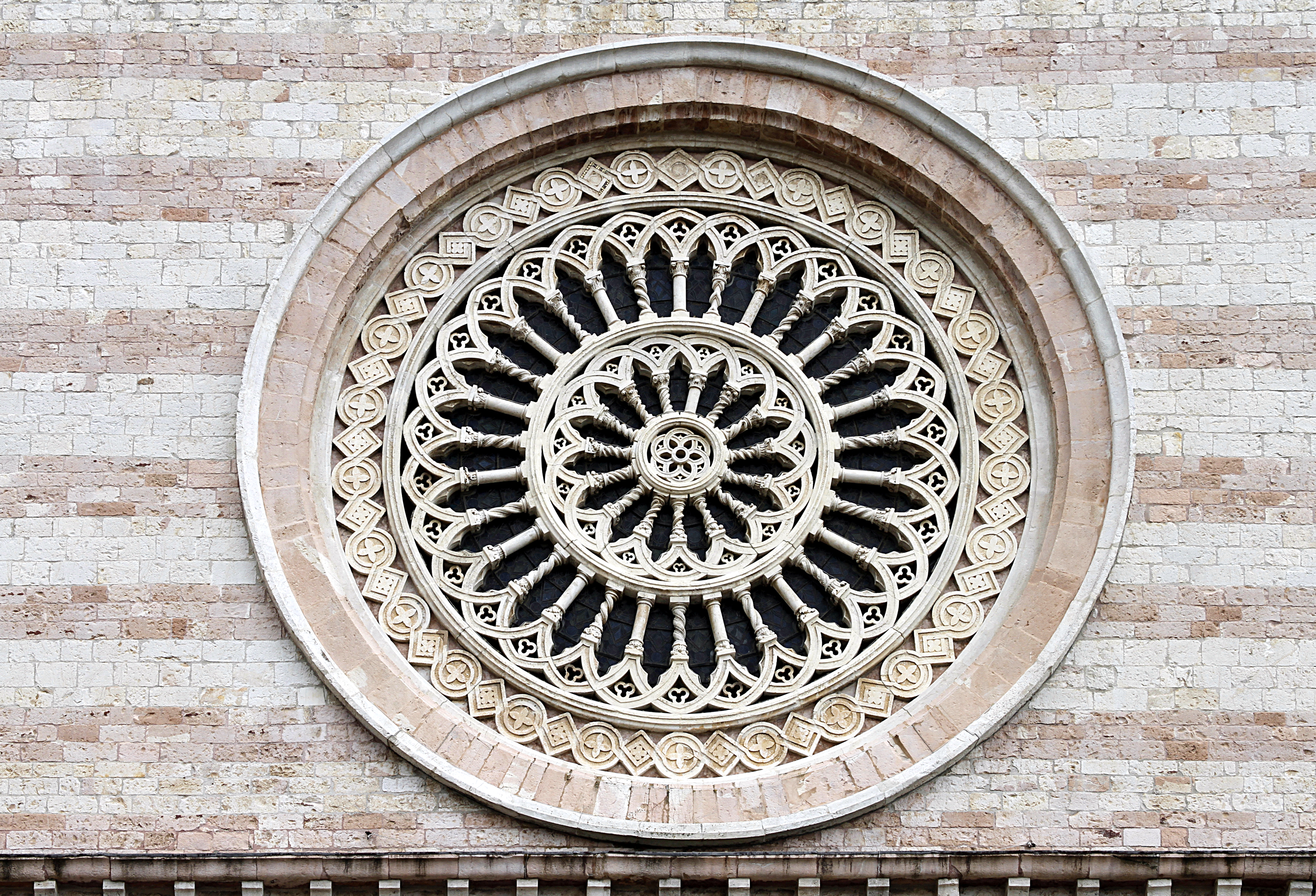
Rozet in de architectuur

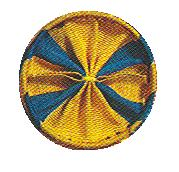
Rozet van een Officier in de Militaire Willems-Orde

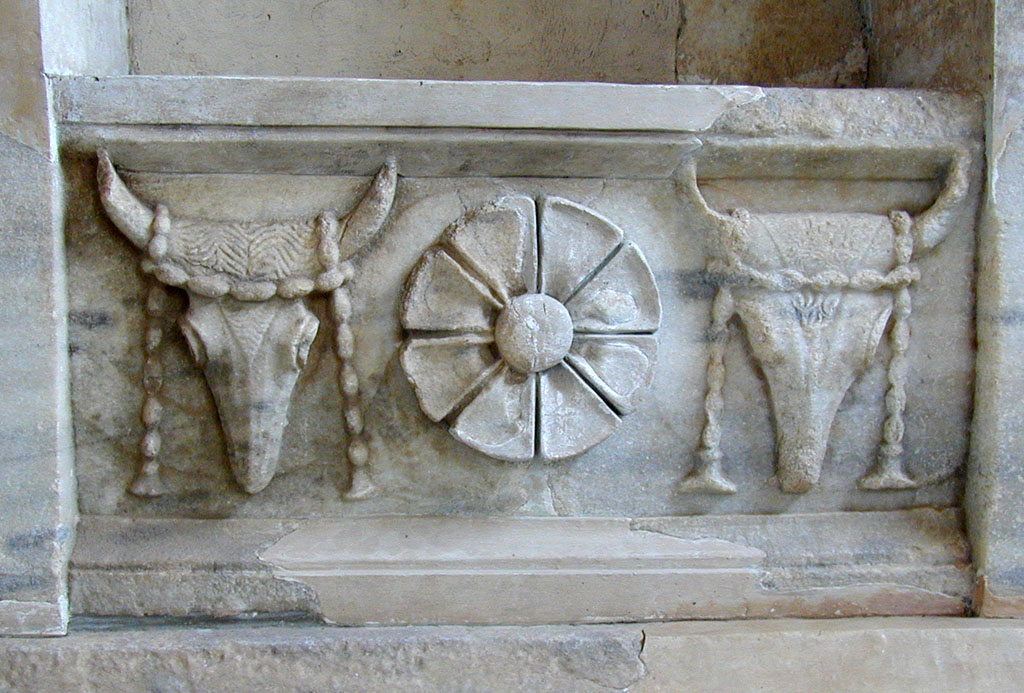
Twee bucrania en een rozet op een fries uit de Arsinoë Rotunda, Heiligdom van de Grote Goden van Samothrake.

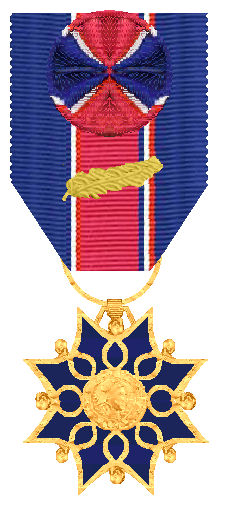
Rozet op de Médaille d'honneur de la Santé et des Affaires sociales Frankrijk 2001

Een rozet is een tweedimensionaal patroon met alleen rotatiesymmetrie en eventueel spiegelsymmetrie, maar geen translatiesymmetrie.
De rozet is een veelgebruikt patroon in de architectuur en de beeldende kunst. Bekend zijn de roosvensters met rozetvormig maaswerk in gotische kathedralen. Zie hieronder diverse voorbeelden van o.a. verkeersborden en vlaggen met een rozetpatroon.
Cyclische groepen bevatten alleen rotatiesymmetrie. De groep wordt onderverdeeld door het aantal sectoren waaruit het patroon is opgebouwd. De naamgeving is Cn waarin n = 2, 3, 4, 5...

Dihedrale groepen bevatten naast rotatiesymmetrie ook spiegelsymmetrie. De naamgeving is Dn waarin n = 2, 3, 4, 5...
Het is mogelijk de rozetsymmetrie uit te breiden naar drie dimensies. De groepen die dit beschrijven worden puntgroepen genoemd en spelen een belangrijke rol in de beschrijving van chemische moleculen, al of niet als onderdeel van de beschrijving van kristalstructuren en hun ruimtegroepen.
| Cyclische groep                       | Dihedrale groep                         |
| C2 - Verkeersbord inrijden toegestaan | D2 - Verkeersbord einde voorrangsweg    |
| C3 - Verkeersbord rotonde             | D3 - Verkeersbord nadering voorrang     |
| C4                                    | D4 - Verkeersbord voorrang              |
| C5 - Figuur in de vlag van Hong Kong  | D5 - Figuur in de vlag van Marokko      |
|                                       | D6 - Davidster of Oud tantrisch symbool |
| C7 - Bloem (Zevenster)                | D7 - Graaf met 7 punten                 |
|                                       | D16 - Japans zegel                      |
|                                       | D∞ - Verkeersbord / cirkel              |